# Tokugawa Yoshinobu
Tokugawa Yoshinobu  (徳川 慶喜?), noto anche come Tokugawa Keiki, (Mito, 28 ottobre 1837 – Shizuoka, 22 novembre 1913) è stato un militare giapponese.
Settimo figlio di Tokugawa Nariaki, daimyō di Mito, fu il quindicesimo e ultimo shōgun dello shogunato Tokugawa.

## Daimyō

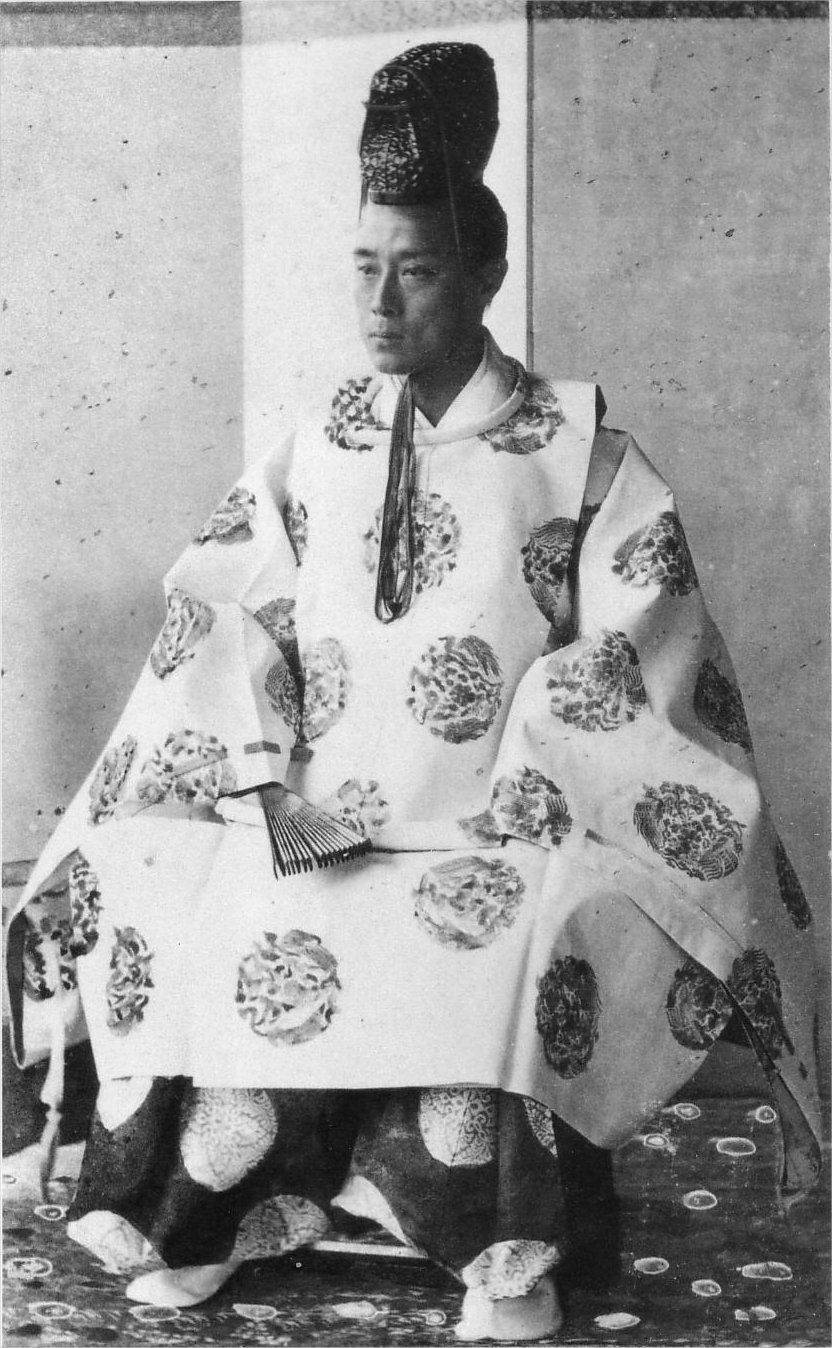
Tokugawa nel 1867

Yoshinobu, il cui nome era inizialmente Shichiromaro, apparteneva alla linea Mito Tokugawa (quindi discendente del celeberrimo Mito Kōmon). Il padre lo fece educare da vari istruttori nelle arti, nel kenjutsu (scherma giapponese), nelle arti marziali, nella politica e nella filosofia di governo; sembra che sin da giovanissimo avesse dimostrato un considerevole carisma ed un'intelligenza pronta ed acuta. La linea Mito, pur essendo uno dei tre rami cadetti originari della famiglia fondati dallo stesso Tokugawa Ieyasu (Gosanke), aveva perso importanza dopo la fondazione di altri tre rami da parte di Tokugawa Yoshimune (Gosankyo), perciò su pressione del padre egli venne adottato nella linea Hitotsubashi del Gosankyo, aumentando la posizione nella linea ereditaria del clan Tokugawa e dunque dello shogunato. Al compimento della maturità assunse il nome Keiki.
Alla morte dello shōgun Tokugawa Iesada nel 1858 si cominciò a ventilare il nome di Keiki per la successione, poiché il ragazzo aveva già dato prova di discrete capacità come daimyō di Mito e capo del clan Hitotsubashi Tokugawa; ma una fazione guidata da Ii Naosuke riuscì a far nominare Tokugawa Iemochi allo shogunato, e Keiki e i sostenitori furono messi agli arresti domiciliari.
Dopo l'assassinio di Naosuke nel 1860 la situazione cambiò, e nel 1862 Keiki entrò a far parte del Rōjū, il consiglio di cinque membri che affiancava lo shōgun nelle sue decisioni. In questo periodo Keiki dovette far fronte a moti di ribellione nel feudo di Chōshū e alla politica estera; nel 1864 riuscì a impedire ai ribelli di Chōshū, alleati con Aizu e Satsuma, di varcare le porte del palazzo imperiale, in quella che divenne nota come la ribellione della porta di Hamaguri (蛤御門の変?, Hamagurigomon no Hen)

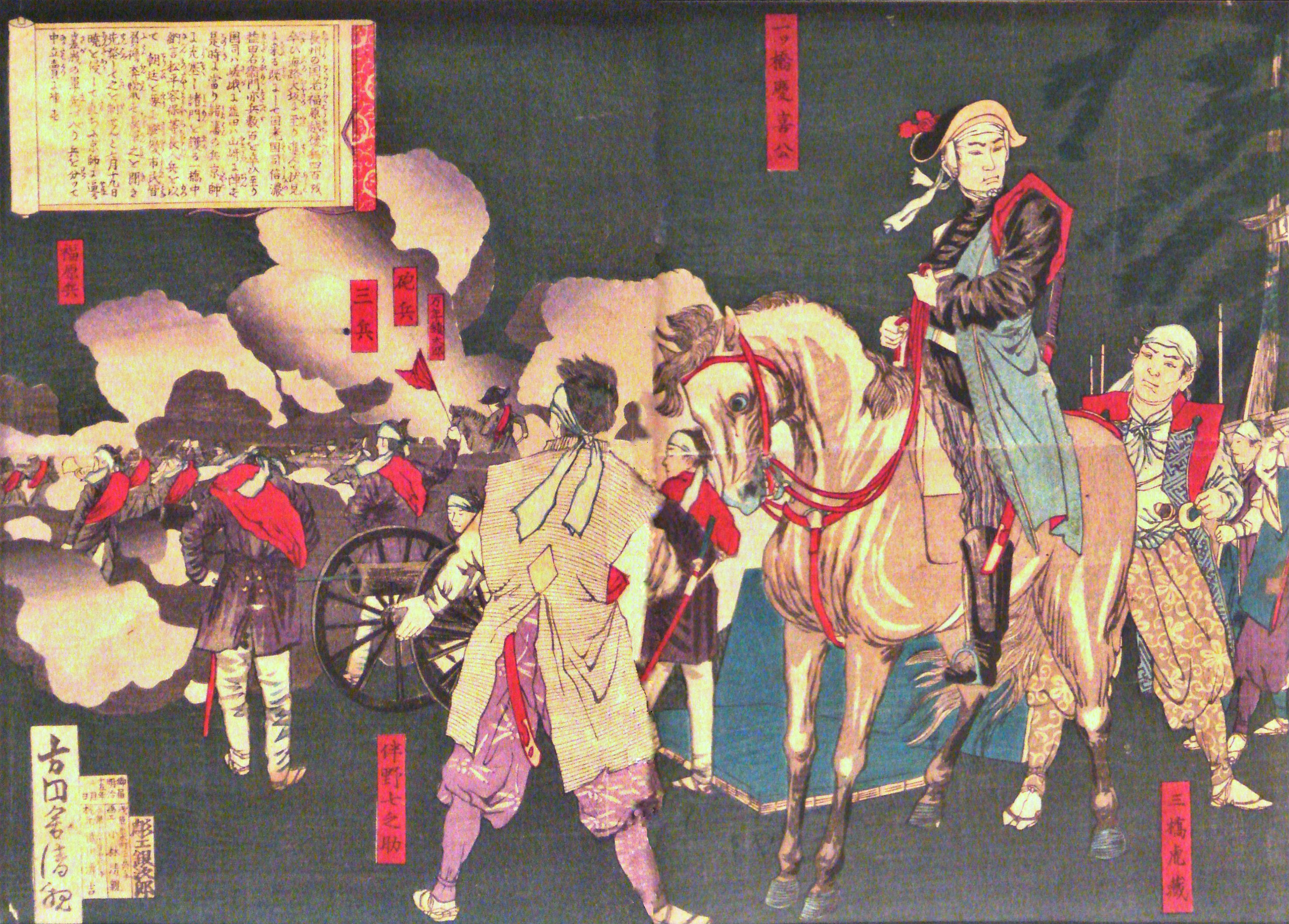
Tokugawa Yoshinobu organizza le difese del Palazzo Imperiale nel 1864, insieme a Matsudaira Katamori, durante l'Incidente Kinmon

## Governo
Nel 1866, lo shōgun Iemochi si ammalò e morì, in un periodo di forte instabilità per il bakufu; il clan elesse Keiki come nuovo shōgun, ed egli ascese all'incarico con il nome Yoshinobu. 
Yoshinobu si rendeva perfettamente conto della grave situazione in cui versava lo shogunato, ormai sull'orlo della guerra civile da più di dieci anni (bakumatsu); iniziò una serie di riforme volte a rafforzare lo shogunato, e in particolare chiamò in Giappone esponenti dell'esercito francese affidando loro l'incarico di modernizzare le armate del bakufu e di costruire un moderno arsenale a Yokosuka. Per la prima volta il Paese si dotò di un esercito e di una marina centralizzati e moderni, ma lo sforzo fu sentito dalle fazioni ribelli come un ulteriore tentativo di togliere potere all'imperatore e trasformare il Giappone in un Paese occidentalizzato.

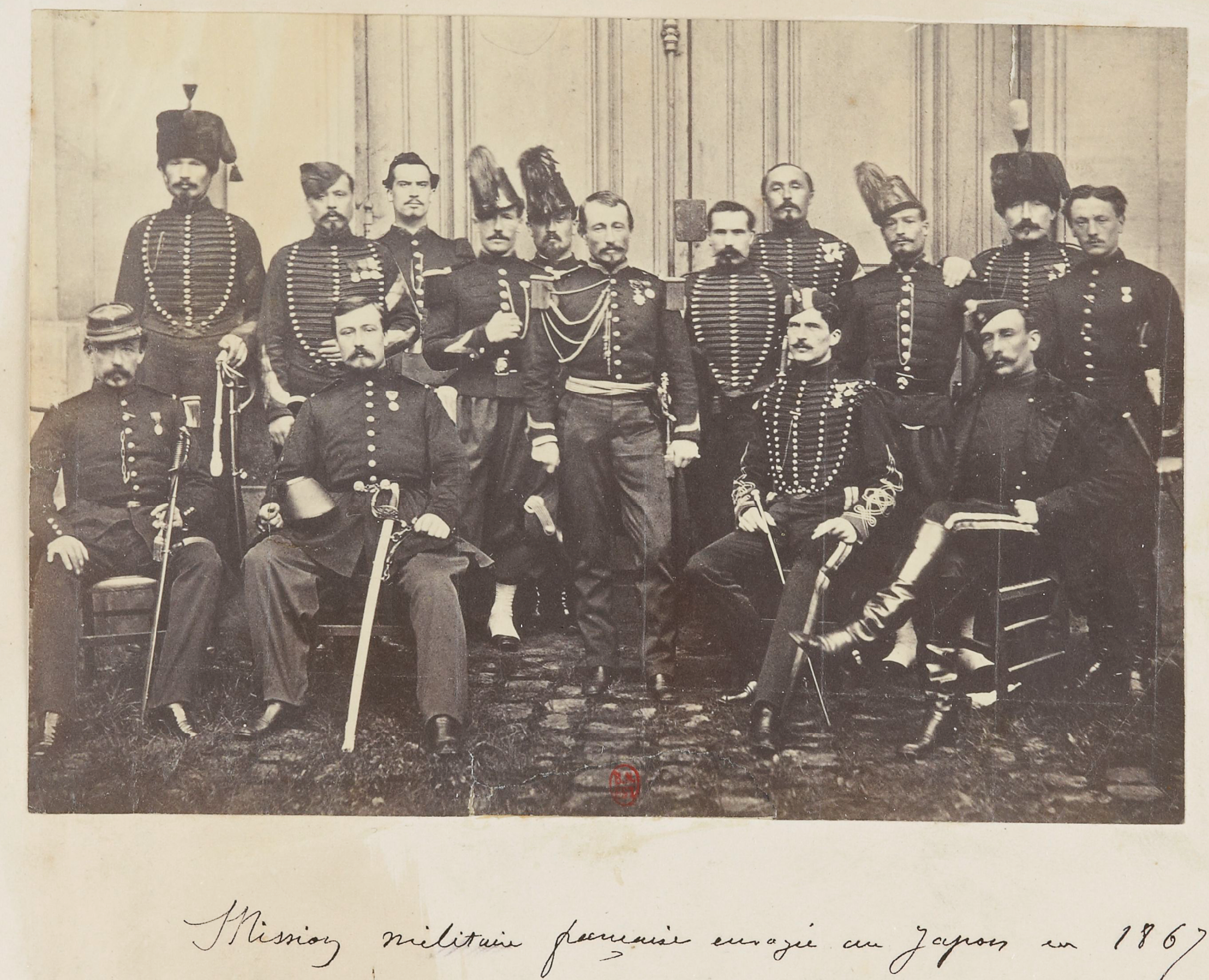
La missione militare francese in Giappone, inviata da Tokugawa Yoshinobu per rinforzare le sue truppe nel 1867

Nel 1867 i samurai che aderivano all'ideale sonnō jōi ("venerare l'imperatore e cacciare i barbari") si unirono dunque ai daimyō ribelli di Satsuma, Chōshū e Tosa, scatenando la guerra Boshin. Dopo aver sofferto diverse sconfitte, Yoshinobu si arrese, e nel 1868 abdicò da shōgun rimettendo i suoi poteri all'imperatore (Ōssei fukko, restaurazione del potere imperiale).

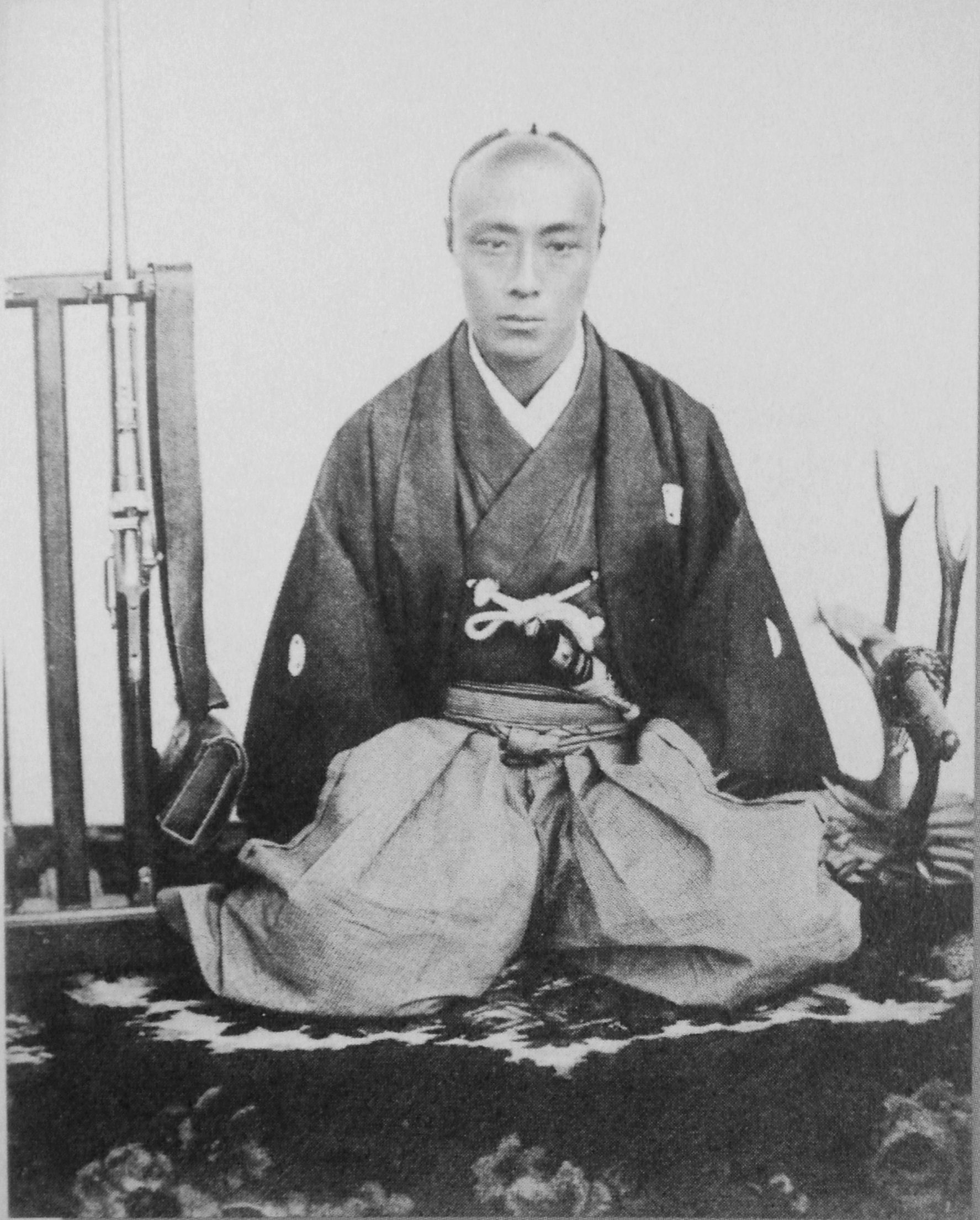
Tokugawa Yoshinobu con il fucile

## Ritiro
Mentre la guerra civile continuava, Yoshinobu venne messo agli arresti domiciliari e privato di tutti i suoi titoli e delle sue terre; fu rilasciato quando fece pubblico giuramento di rinunciare a ogni coinvolgimento politico e negli affari di stato. Si ritirò nella sua villa di Shizuoka, dedicandosi alla pittura ad olio, al tiro con l'arco, alla caccia e alla fotografia. Nel 1902 l'Imperatore Meiji gli concesse di fondare una propria linea ereditaria (bekke), nota come Tokugawa Yoshinobu-ke, e gli concesse il titolo (da poco stabilito) di principe (kōshaku) per i servigi resi alla nazione.
Il 9 gennaio 1896 la sua nona figlia Tokugawa Tsuneko (1882–1939) sposò il principe Hiroyasu Fushimi, un cugino di secondo grado sia dell'Imperatore Shōwa che della Imperatrice Kōjun nonché nipote del principe Kanin Kotohito. Il 26 dicembre 1911 sua nipote Tokugawa Kikuko (in seguito principessa Takamatsu) sposò il principe Takamatsu, il fratello dell'Imperatore Shōwa.
Come capo del clan Tokugawa gli succedette Tokugawa Iesato, della linea Tayasu del Gosankyo; come capo della linea Hitotsubashi gli succedette Tokugawa Mochiharu; come principe gli succedette suo figlio Tokugawa Yoshihisa. 
Alcune fotografie di Yoshinobu sono state pubblicate in seguito dal suo pronipote, il principe Yoshitomo Tokugawa.